# UDP-N-acetilmuramato deidrogenasi
La UDP-N-acetilmuramato deidrogenasi è un enzima appartenente alla classe delle ossidoreduttasi, che catalizza la seguente reazione:
UDP-N-acetilmuramato + NADP+ ⇄ UDP-N-acetil-3-O-(1-carbossivinil)-D-glucosammina + NADPH + H+
Enzima contenente FAD (flavoproteina). Il NADPH può essere rimpiazzato da ditionite di sodio, boroidruro di sodio e NADH.